# Liste der Einträge im National Register of Historic Places im Ste. Genevieve County

Lage des Ste. Genevieve Countys in Missouri

Die Liste der Einträge im National Register of Historic Places im Ste. Genevieve County in Missouri führt die Bauwerke und historischen Stätten im Ste. Genevieve County auf, die in das National Register of Historic Places aufgenommen wurden.
| NRHP | Historic Place                      |
| NHL  | National Historic Landmark          |
| NHLD | National Historic Landmark District |

## Aktuelle Einträge
| [ 3 ] | Name                             | Bild                             | Eintragsdatum                                  | Lage | Ort            | Beschreibung                           |
| ----- | -------------------------------- | -------------------------------- | ---------------------------------------------- | --- | -------------- | -------------------------------------- |
| 1     | Louis Bolduc House               | Louis Bolduc House               | 1969 ID-Nr. 69000305                           | 123 S. Main Street 37° 59′ 21″ N, 90° 3′ 13″ W                                                                                | Ste. Genevieve |                                        |
| 2     | Common Field Archeological Site  | Common Field Archeological Site  | 1969 ID-Nr. 69000306                           | Adresse nicht veröffentlicht                                                                                                  | Ste. Genevieve |                                        |
| 3     | Jacques Dubreuil Guibourd House  | Jacques Dubreuil Guibourd House  | 1969 ID-Nr. 69000307                           | 4th Street Ecke Merchant Street 37° 58′ 48″ N, 90° 2′ 53″ W                                                                   | Ste. Genevieve |                                        |
| 4     | Kreilich Archeological Site      | Kreilich Archeological Site      | 1969 ID-Nr. 69000308                           | Adresse nicht veröffentlicht                                                                                                  | Ste. Genevieve |                                        |
| 5     | Ste. Genevieve Historic District | Ste. Genevieve Historic District | 1966 ID-Nr. and 02000357 66000892 and 02000357 | Abgegrenzt durch Main Street, St. Mary’s Road, Roberts Street, 7th Street und Seraphin Street 37° 58′ 37,1″ N, 90° 2′ 55,2″ W | Ste. Genevieve | Neufestlegung der Grenzen im Jahr 2002 |